# Замок чарів
«Замок чарів» (англ. Castle of Wizardry) — четвертий фентезійний роман Девіда Еддінгса з серії «Белгаріада», опублікований у травні 1984 року.

## Сюжет
Рятуючись із схованки Ктучика, Гаріон та його супутники зустрічають Таїбу, молоду рабиню-марагу, загублену в підземеллях під містом. Вони вирішують взяти молоду жінку з собою, оскільки Белгарат впізнає в ній одного зі супутників, який повинен брати участь у пошуках Сфери. Рятуючись від люті Мурго, група, позбавлена Белгарата, який все ще перебуває у фазі сну після важкої битви, починає погоню через Ктол Мурго.
Мурганці, позбавлені свого лідера, стали слухняними Первосвящениками, які всіма способами намагалися достукатися до хлопчика, який одужав, перед їх поспішним від’їздом з Ктол Мургос. Бувши єдиним, хто може нести Сферу Альдура, Місії повинна захищати Полгару, яка доручає Гаріону піклуватися про своїх друзів, оскільки він має на це право. Молодого чоловіка випробовував на лідерські якості та відповідність званню Первосвященника Сілк. Хлопцю легко загрозливо змусити їх відмовитися від припинення спроб.
Незабаром Белгарат повернеться в реальність, і вся група продовжить шлях до Алгари, де їх врятує втручання вершників короля Чо-Хага. Але старий чарівник, який використав свою останню магічну силу у відчайдушних діях, щоб затримати Мурго, раптово впадає в глибоку кому і завдячує своїм виживанням лише негайному втручанню своєї дочки Полгари. Вона попросила перевезти його до фортеці Чо-Хаг, де Гаріон зустрінеться зі своєю двоюрідною сестрою Адарою.
Після того, як Белгарат повернувся на своє законне місце, але не впевнений, що він все ще володіє своєю владою, група вирушає до Ріви, щоб повернути Сферу Альдура на своє місце, над троном Залізного Кулака. Після зупинки в Пролгу, щоб зустрітися з Се'Недрою, і об'їзду на ферму Фалдора з Полгарою й принцесою, щоб оплакувати його минулі спогади й по-справжньому усвідомити, що він ніколи не повернеться до свого попереднього життя, Гаріон разом зі своїми супутниками вирушає на острів Вітрів.
У Ріві Гаріон має радість возз’єднання з друзями, але дізнається про нього правду: він є спадкоємцем престолу Ріви, про що свідчить знак на його руці та його здатність носити Орден Альдура. У процесі він коронується та виявляє, що повинен одружитися з Се'Недра, щоб поважати договір Во Мімбре, підписаний століттями тому. Окрім цієї новини, він з жахом стає свідком перших приготувань до війни проти ангараків, що наближається. Керуючись своїм внутрішнім голосом, виявляє пророцтво, яке оголошує його тим, хто призначений протистояти Тораку, богу ангараків. Закликаючи Белгарата і Силка, він прокраде свій меч у напрямку Драсні з метою потрапити туди, де відбудеться останнє зіткнення.
Під час його відсутності саме Се'Недра називає себе музою Понанту, щоб заохотити всі королівства приєднатися до війни проти ангараків. Алорійські королі приймають так само, як і Полгара. Збір війська починається в Аренді, де принцеса виступає з грізною промовою. Вона також захоплює легіони свого батька завдяки підступам і закінчує збирати свою армію, щоб протистояти ворожим ордам.

## Головні герої
- Гаріон
- Белгарат
- Полгара
- Сілк
- Се'Недра
- Барак
- Релг
- Геттар
- Дурнік
- Мандалорець
- Міссіон
- Таїба